# 志都乃石室
志都乃石室（しづのいわや）は神話の大国主神と少彦名神の国造り伝承に由来し、万葉集（巻3-355）に収められている生石村主真人（おいしのすぐりのまひと）の「大汝少彦名乃将座志都乃石室者幾代将経（おほなむち すくなひこのいましけむ しつのいわやは いくよへにけむ）」に詠まれた地。作者の生石村主真人は続日本紀によれば天平10年に美濃少目となり、天平勝宝2年に外従五位下に叙されたとされる。志都乃石室の位置は明らかでなく以下のような説がある。
1. 生石神社の石乃宝殿（兵庫県高砂市）
2. 静之窟（島根県大田市） - 平田篤胤の『古史伝』はこの地であると比定する。
3. 志都岩屋神社の岩屋（島根県邑南町） - 本居宣長の『玉勝間』はこの地であると比定する。